# Violeta direto 56
Violeta direto 56 ou violeta Korostan R é o composto orgânico, corante azo-composto, de fórmula C22H15N3Na2O8S2 e massa  molecular 559,48. Classificado com o número CAS 6408-20-4, C.I. 17510 e CBNumber CB71485610.

## Obtenção
É obtido pela diazotação do ácido 3-amino-4-hidroxibenzenossulfônico em condições alcalinas, e copulação com  ácido 4-hidroxi-7-(fenilamino)naftaleno-2-sulfônico, e então, levando à formação de um complexo de cobre.